# Visconde de Nossa Senhora da Luz
Visconde de Nossa Senhora da Luz é um título nobiliárquico criado por D. Fernando II de Portugal, Regente durante a menoridade de D. Pedro V de Portugal, por Decreto de 16 de Junho de 1854, em favor de Joaquim António Velez Barreiros, antes 1.º Barão de Nossa Senhora da Luz.
Titulares
1. Joaquim António Velez Barreiros, 1.º Barão e 1.º Visconde de Nossa Senhora da Luz.